# Кониецко, Брайан
Бра́йан Коние́цко (англ. Bryan Konietzko) — американский художник-мультипликатор, исполнительный продюсер, является одним из создателей мультсериала Аватар: Легенда об Аанге (англ. Avatar: The Last Airbender) и Аватар: Легенда о Корре (англ. The Legend of Korra) показанного на канале Nickelodeon.

## Биография

### Учёба
Брайан Кониецко окончил Среднюю Школу Розуэлла, штат Джорджия, к северу от Атланты, а затем он получил академическую степень Бакалавра в Род-Айлендской Школе Дизайна в 1998 году.

### Карьера
Брайан работал Дизайнером персонажей в компании Film Roman, создавая персонажей для мультсериала «Гриффины» (англ. Family Guy), также работал в качестве Помощника Директора для мультсериалов «Царь горы» (англ. King of the Hill) и «Миссия Хилла» (англ. Mission Hill). Он работал Художником раскадровки и Арт-директором в мультсериале «Захватчик Зим» (англ. Invader Zim) для канала Nickelodeon.
В 2012 году, Майкл Данте ДиМартино и Брайан Кониецко, создатели мультсериала Аватар: Последний Маг Воздуха, выпустили новый мультсериал, который называется Аватар: Легенда о Корре.

### Повседневная жизнь
Брайан ведет свой онлайн фото-журнал, который он регулярно обновляет. Брайан Кониецко также является участником и продюсером группы «Ginormous», в которой он выпустил несколько альбомов, в том числе «Our Ancestors' Intense Love Affair» (рус. Страстный роман наших предков) и «At Night, Under Artificial Light» (рус. Ночью, под искусственным освещением).
В настоящее время Брайан Кониецко проживает в Лос-Анджелесе, штат Калифорния. Также является веганом.